# 秦征百越
秦征百越是秦朝攻略南越、閩越、西瓯、骆越的一次軍事行動，出兵原因在穩固嶺南地區以便全力抗擊匈奴。百越軍力分散，不像匈奴長年與黃河中原文明軍事競爭，秦朝對戰百越更具戰略首要性。百越溫和的氣候、肥沃的土地，以及與東南亞進行貿易的需求也是秦朝出兵的因素。整體分两次战役。第一仗在公元前221年，屠睢奉秦始皇之命率50万大军南下，置南海郡（今廣州市中心）；第二仗在公元前214年，任嚣和赵佗率秦军置桂林及象郡兩郡。此戰令黃河中原文明首次抵達五嶺以南。

## 第一次秦征百越

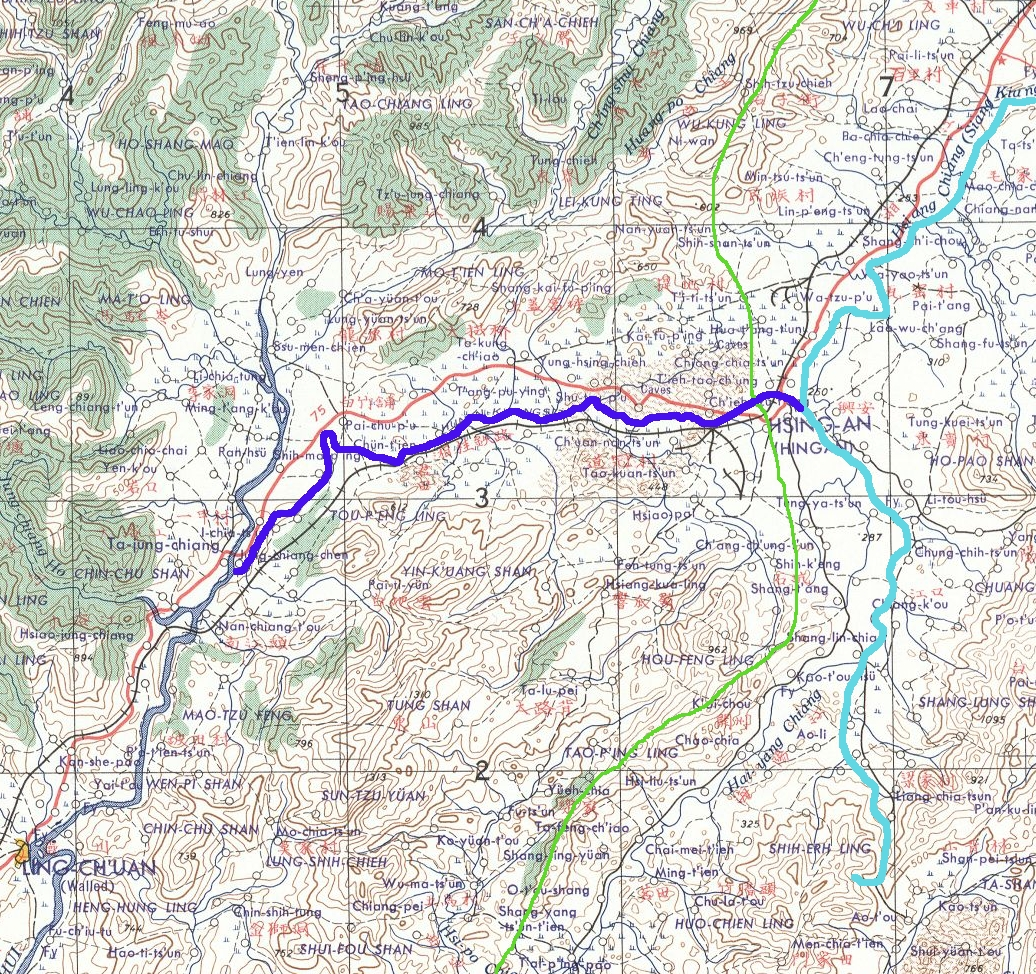
灵渠流经的地区，沟通东部的湘江和西部的漓江

秦始皇二十八年 (公元前219年)，秦始皇以屠睢为将，发兵50万，分为五军。根据湖南等地的地方志记载，秦军这次战争所动用的部队是以秦灭楚之战的部队为主力，但是为了适应南方作战，这50万大军中也有不少于10万人為原楚国部队。

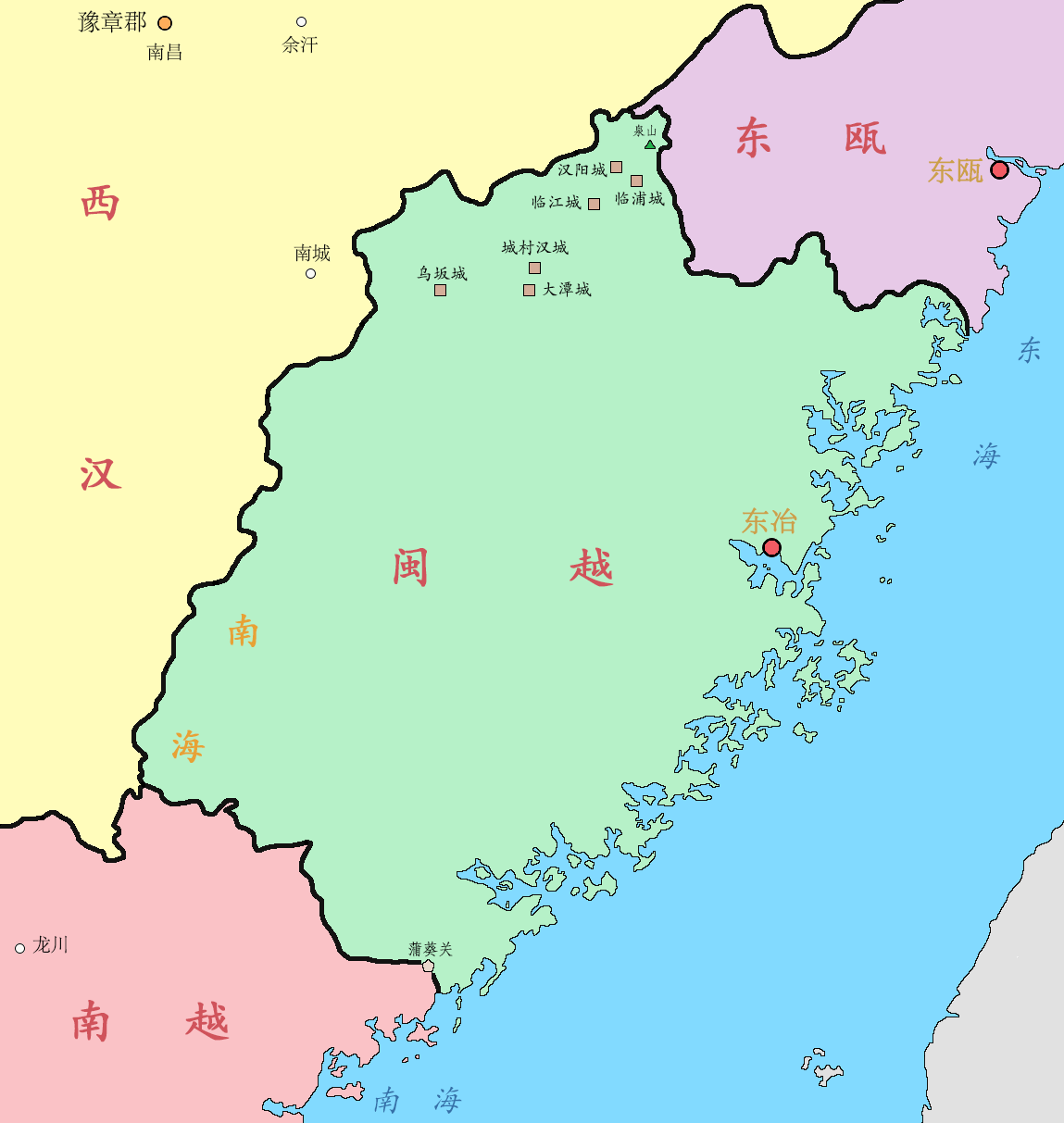
闽越国疆域图，可见蒲葵关。

秦军兵分五路，越南嶺而下。第一路在余干（今属江西省）集结，进攻闽越（主要在今福建），攻陷后设立了闽中郡。第二路在南野（今江西省南康市南）扼守，对闽越和南越形成压迫之势。第三路經今長沙，循騎田嶺占领了南越的番禺。第四路在九嶷山（今湖南省宁远县南）驻守，第五路在镡城（今湖南省靖州苗族侗族自治县西南）附近的越城岭驻守，准备一起进攻西瓯。其最西两路首先击溃了西瓯的抵抗，杀死西瓯君译吁宋。第二年，秦军已全面深入南越腹地，在珠江口南武城之处、广西北部、越南与广西交界处分别设置了南海、桂林、象郡三个郡作为建制基礎。秦军在开始时期是屠睢一路和赵佗一路这两路一共20万人马最先发动进攻。
秦军士兵多为北方人，大部分都为现在陕西、山西及河南等地人，不适应南方炎热的气候，士兵中瘟疫横行，直接影响了秦军的战斗力。前218年左右，秦軍在广西境内遇到了西瓯的顽强抵抗，西瓯族群的首领译吁宋战死後，西瓯人逃入丛林繼續抵抗，又切斷秦軍的糧道，据《淮南子》记载，西瓯“夜攻秦，大破之，杀尉屠睢，伏尸流血数十万”，迫使秦军“宿兵无用之地，进而不得退”，以致「三年不解甲弛弩，使监禄无以转饷」。
屠睢死后，副手赵佗接替了他的位置。秦军阵亡约30万人，剩下20万人全部退到岭南東部；西甌军的伤亡同样惨重，没有力量继续发动进攻，双方形成了对峙局面。秦军征发了更多罪犯戍边，五十万“谪徙民”被秦派往南越“与越杂处”。由于许多来到岭南的中原人没有娶妻，赵佗向秦始皇请求派遣三万女子南下，而秦始皇却仅派遣了一万五千人。因此他们中的许多人娶越人女子为妻。在赵佗的主持下，秦王朝开始缓和越人与統治者间的关系。随着通婚规模的扩大，北来戍边者亦变得日益越化。

## 第二次秦征百越
《史记·秦皇本纪》相关记载如下：
「三十三年，发诸尝逋亡人、赘婿、贾人略取陆梁地，为桂林、象郡、南海，以適遣戍。」
前214年，秦始皇派遣史禄修筑的灵渠竣工之后，粮道全面开通且粮草问题得到解决，秦朝征集“诸尝逋亡人、赘婿、贾人为兵”（大概是商人和囚犯等人）近10万加上原先剩下的20万秦军部队，秦军再次集中了30万大军向西瓯军发动了最后的总攻。

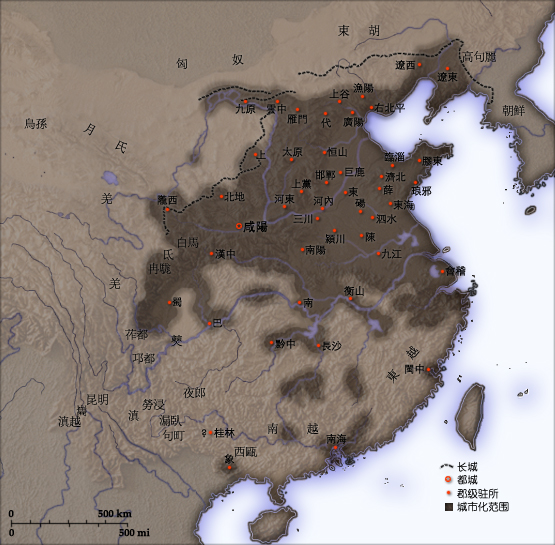
秦朝諸郡

秦军几乎未遇到大的抵抗就深入岭南，并且设置了南海、桂林及象郡等三郡，其中象郡实际上的行政可能仍然由地方土酋控制。

## 影響
《史记·南越列传》相关记载如下：
「南越王尉佗者，真定人也，秦时已并天下，略定揚越，置桂林、南海、象郡，以谪徙民，与越杂处十三岁。」

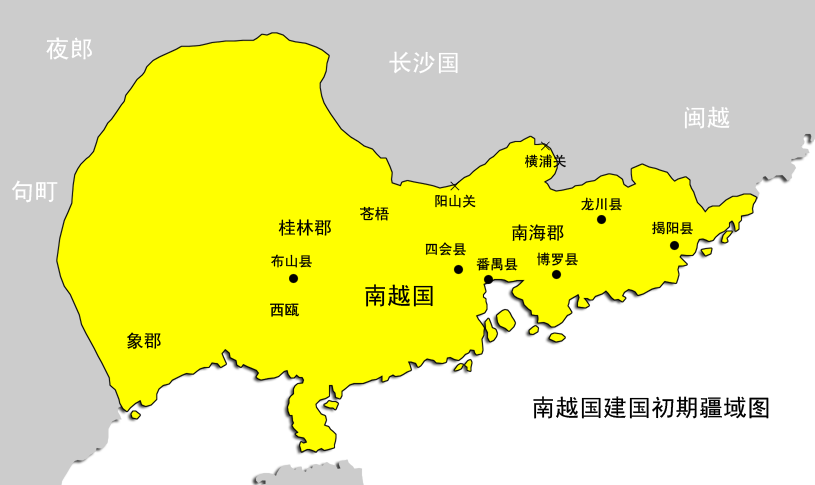
南越国疆域图，可见阳山关、横浦关，其中南越国的南界在顶峰时期还直至现今越南的中部。

「佗，秦时用为南海龙川令。至二世时，南海尉任嚣病且死，召龙川令赵佗语曰：“闻陈胜等作乱，秦为无道，天下苦之，项羽、刘季、陈胜、吴广等州郡各共兴军聚众，虎争天下，中国扰乱，未知所安，豪杰畔秦相立。南海僻远，吾恐盗兵侵地至此，吾欲兴兵绝新道，自备，待诸侯变，会病甚。且番禺负山险，阻南海，东西数千里，颇有中国人相辅，此亦一州之主也，可以立国。郡中长吏无足与言者，故召公告之。”即被佗书，行南海尉事。」
「嚣死，佗即移檄告横浦、阳山、湟谿关曰：“盗兵且至，急绝道聚兵自守！”因稍以法诛秦所置长吏，以其党为假守。秦已破灭，佗即击并桂林、象郡，自立为南越武王。汉十一年，遣陆贾因立佗为南越王，与剖符通使，和集百越，毋为南边患害，与长沙接境。」
根据关于雒越的传说，古蜀的王族后裔蜀泮灭文郎国并且击败其它骆越的部落首领，以螺城（今越南河内市东英县内）为都城建立了瓯骆国（前258年）。
秦将赵佗率军从公元前210年开始，进攻兼并了瓯骆国，约在前204年，以番禺为都城，在岭南地区建立南越国。
秦军在第二次战争后的部队留在岭南，与当地人融合，成为了现在的两广人的祖先。之后在岭南由原秦军等中原移民及百越人共同治理的南越国持续了约93年，最终在前111年被汉武帝所灭，并入西汉。

## 評價
西汉学者刘向认为秦始皇筑长城，征服百越而导致国内贫困，从而四处爆发民变，是秦朝最終灭亡的原因之一。
虽然秦军征服了岭南地区并设立了桂林、南海、象郡三个郡，但事实上由于短时间后秦朝灭亡和南越国建立，加上在秦朝在岭南的据点辐射能力非常有限，因此直到汉武帝发兵消灭南越国后，华夏文明才真正开始在岭南逐渐取得主导地位，岭南地区才逐渐开始汉化。

## 文献资料
- 付祥喜; 陈淑婷. 《淮南子·人间训》 所述秦征岭南史实考辨. 广州大学学报（社会科学版）. 2017年4月, 第16卷 (第4期): 84至91页.